# Bocchus II

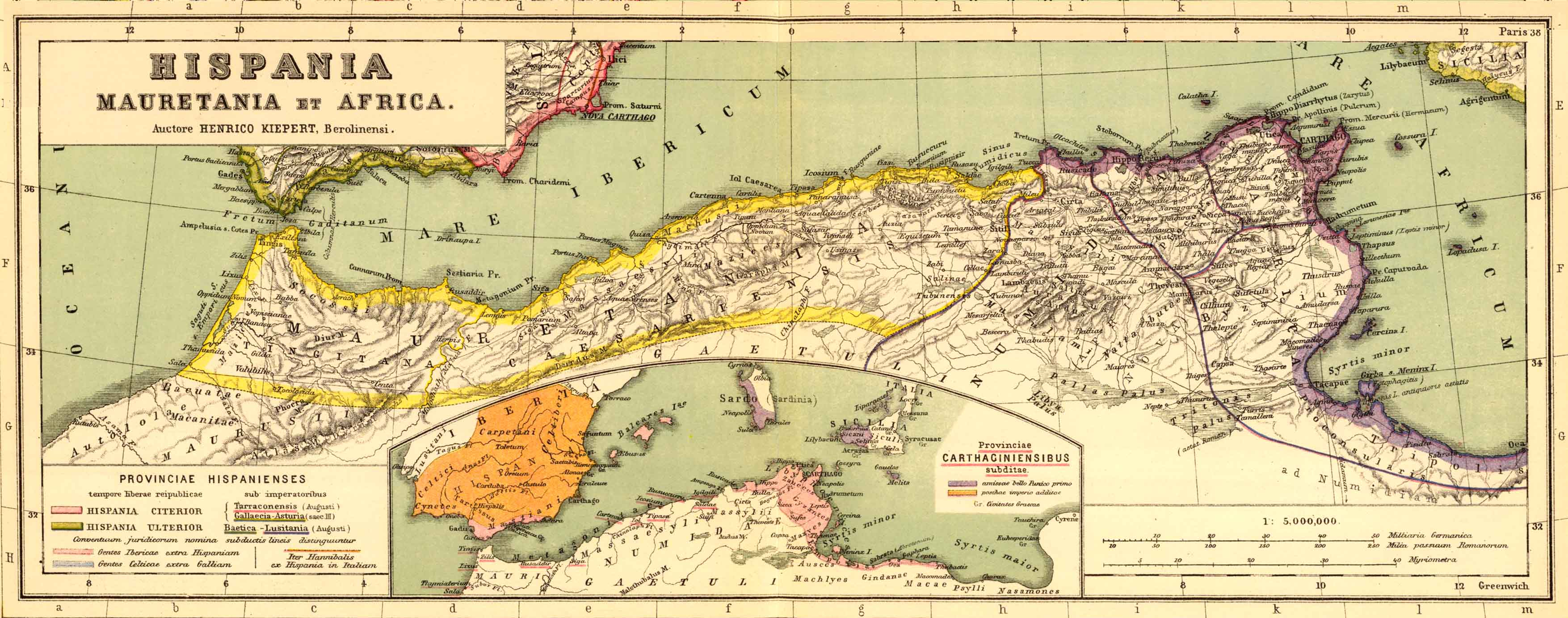
De beide delen van Mauretania
Numidië

Bocchus II (Oudgrieks Βοκχός, Bokchos; ca. 110 - 33 v.Chr.) was koning van Mauretania van ca 80 v.Chr. tot aan zijn dood. Vanaf ca. 38 was hij bovendien koning van Numidië.
Bocchus was de zoon van Bocchus I. Toen Bocchus I in 80 v.Chr. overleed, liet hij het koninkrijk Mauretania na aan zijn beide zoons, Bocchus II en Bogudes, die elk over een deel van het rijk regeerden, met als grens de loop van de Mulucharivier (Muluya), ongeveer 60 km ten westen van het huidige Oran. Bocchus regeerde over het gebied ten oosten van de rivier, Bogudes over het gebied ten westen ervan.
In de Romeinse Burgeroorlog kozen Bocchus en Bogudes in 49 partij voor Julius Caesar, waarmee zij tegenover de Romeinse Senaat en Pompeius te staan. Omdat Juba I, koning van het naburige Numidië, op de hand van Pompeius was, vielen Bocchus en Bogudes Numidië binnen, waarbij zij doordrongen tot de hoofdstad Cirta en deze plunderden. Na de nederlaag van Pompeius in de Slag bij Pharsalus (48) beloonde Julius Caesar Bocchus door zijn rijk uit te breiden met het gebied dat toebehoorde aan Massinissa, een bondgenoot van Juba. 
In de jaren die volgden, trokken de beide broers minder eensgezind op. Volgens Cassius Dio koos Bocchus de zijde van Sextus Pompeius, terwijl Bogudes Julius Caesar bleef steunen. In ieder geval staat het vast dat na de moord op Julius Caesar Bocchus zijn steun gaf aan Octavianus, terwijl Bogudes de zijde koos van Marcus Antonius.
Terwijl Bogudes op een zeker moment in Hispania was, bezette Bocchus zijn deel van Mauretania, alsmede het koninkrijk Numidië (ca. 38). Octavianus steunde Bocchus en erkende hem als koning over heel het gebied. Toen Bocchus in 33 v.Chr. overleed, liet hij het koninkrijk na aan Octavianus, die het tijdelijk inlijfde bij het Romeinse Rijk, totdat hij in 25 Juba II benoemde tot koning van Numidië en Mauretania.